# Buurtermolen
De Buurtermolen is een wipmolen aan de Buurterpolder nabij Rijpwetering, in de Nederlandse gemeente Kaag en Braassem, provincie Zuid-Holland. De molen is in de 18e eeuw gebouwd ten behoeve van de bemaling van de Buurterpolder (ook wel Bakkers- of Ruygenhouckpolder genoemd). Gelet op de leeftijd van de molen was dit niet de oorspronkelijke molen. Het exacte bouwjaar is echter onbekend. Voor een kleine polder als de Buurterpolder (ca. 67 ha) is de capaciteit van de molen erg groot.
De Buurtermolen is uitgerust met fokwieken en heeft een vijzel waarmee het water ca. 1,80 m opgevoerd wordt. De molen was tot ca. 1969 in bedrijf en is in 1970 door het polderbestuur overgedragen aan de Rijnlandse Molenstichting. Hij is slechts op afspraak te bezoeken.